# Голлини, Пьерлуиджи
Пьерлуи́джи Голли́ни (итал. Pierluigi Gollini; родился 18 марта 1995 года, Болонья) — итальянский футболист, вратарь клуба «Рома».

## Клубная карьера
Голлини начал карьеру в клубе СПАЛ, вскоре его приметили скауты «Фиорентины» и он перебрался во Флоренцию. В возрасте шестнадцати лет Пьерлуиджи был приглашён в английский «Манчестер Юнайтед» и переехал в Англию. Он выступал за юношеские команды и даже тренировался с основой, но выиграть конкуренцию у более именитых вратарей «Юнайтед» не смог и вернулся в Италию. Новым клубом Голлини стал «Эллас Верона». 24 сентября в матче против «Дженоа» он дебютировал в итальянской Серии А. После того, как команду покинул ветеран клуба и основной вратарь Рафаэль, Пьерлуиджи стал первым номером.
Летом 2016 года Голлини перешёл в английскую «Астон Виллу». Сумма трансфера составила 5 млн евро. 7 августа в матче против «Шеффилд Уэнсдей» он дебютировал в Чемпионшипе.
В начале 2017 года Пьерлуиджи на правах аренды вернулся на родину в «Аталанту». 19 марта в матче против «Пескары» он дебютировал за новую команду. Позднее был выкуплен «Аталантой». Летом 2021 года отдан в аренду в «Тоттенхэм Хотспур», где выходил на поле только в кубковых матчах. В 2022 году Голлини был снова отдан в аренду, на этот раз в «Фиорентину», однако не сумев выиграть конкуренцию у основного вратаря «фиалок» Пьетро Террачано, Голлини вновь стал выходить лишь в кубковых матчах. В январе 2023 года Голлини покинул «Фиорентину» и отправился в очередную аренду на полгода в «Наполи», в составе которого он стал чемпионом, несмотря на то, что он так и не смог составить конкуренцию основному голкиперу «партенопейцев» Алексу Мерету. Летом 2023 года Голлини вновь был отдан в аренду с правом выкупа в «Наполи», однако, несмотря на неудачный сезон команды, футболист сыграл всего 10 матчей во всех турнирах. 30 июля 2024 года Голлини был в очередной раз отдан в аренду уже в «Дженоа». Голлини начал новый сезон, как основной голкипер «грифонов», однако уже в октябре 2024 года вратарь получил травму колена и проиграл конкуренцию Николе Леали. Потеря места в стартовом составе стала причиной досрочного разрыва арендного соглашения с «Дженоа» уже в январе 2025 года.
24 января 2025 года Голлини был продан «Аталантой» в «Рому» за 825 тысяч евро, где игрок подписал с клубом контракт до лета 2027 года.

## Достижения

### Командные
- Чемпион Италии: 2022/23